# Chakhimardan

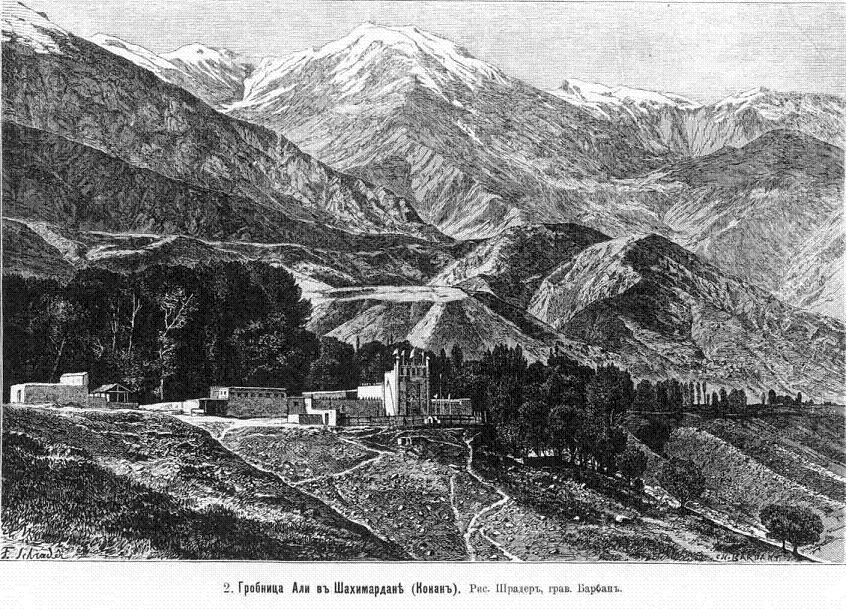
La prétendue tombe du calife Ali à Chakhimardan. Carte postale russe de 1879.

Chakhimardan (Shohimardon en ouzbek) est une exclave de l'Ouzbékistan (province de Ferghana) dans le territoire du Kirghizistan.
Elle est la seconde plus grande des enclaves de la vallée de Ferghana avec 90 km² et plus de 5 100 habitants (le dernier recensement date de 1993) dont 90 % sont Ouzbeks et 9 % sont Kirghizes. 
Le grand poète ouzbek, puis soviétique Hamza Hakimzade Niyazi ou Khamza (1889 – 1929) a vécu et travaillé à Chakhimardan.
Il existe une autre exclave ouzbèke, Sokh, au Kirghizistan.

Les enclaves au Kirghizistan.